# Рей Цезар
Рей Це́зар (англ. Ray Caesar; *26 жовтня 1958, Лондон) — англійський художник-неосюрреаліст.
Рей Цезар народився 26 жовтня 1958 року у Південній частині Лондона. Уже в дитинстві хлопець почав малювати та ліпити пластилінові фігурки. Згодом він почав «позичати» ляльки у своєї сестри, перевдягаючи їх, створюючи їм чудернацькі зачіски, перефарбовуючи їм частини тіла. Для декорацій лялькових убрань Рей використовува фольгу, газетні сторінки тощо. Саме ця розвага, за словами художника, згодом найбільш яскраво вплинула на його творчість, адже головними героями Цезаревих картин є саме ляльки. Слід зазначити, що родичі хлопця (зокрема батько) не поділяли захоплень Рея дівчачими іграшками.
Протягом життя Рей виконував обов'язки архітектора, аніматора та медичного художника. За останнім фахом Рей пропрацював 17 років у відділенні Творчості та Фотографії дитячого шпиталю в Торонто. Саме там Цезар створив багато технічних зарисовок, фіксуючи на папері різноманітні медичні процеси.
Варто зазначити, що критики саме роботою у шпиталі пояснюють біль та горе, що, за їх словами, присутні у роботах художника. Сам Рей заперечує такі твердження. «Я не вважаю, що мої персонажі пронизані винятково болем та стражданням. Мені вони видаються радше спокійними».
Рей зазначає, що на його творчість у першу чергу повпливали картини Сальвадора Далі — у семирічному віці хлопець натрапив на книгу із картинами відомого сюрреаліста. Згодом творчий смак Цезаря формували такі художники як Альберто Варґас (англ. Alberto Vargas), Тукер Джордж (англ. Tooker George), Пол Кадмус (англ. Paul Cadmus), Джозеф Корнелл (англ. Joseph Cornell).
Художник виконує свої роботи у цифровому форматі. Створюючи об'ємні 3D-моделі, він спершу забарвлює їх, розміщує у просторі, домальовує деталі, скеровує світло тощо.
Про свою творчість говорить так: «Не знаю, чи роблю я мистецтво, але те, що роблю, мені подобається.»